# Передерій Валентина Іванівна
Передерій Валентина Іванівна (нар. 17 січня 1937) — українська географ, кандидат географічних наук, старший науковий співробітник, учений секретар відділу палеогеографії Інституту географії Національної академії наук України.

## Біографія
Народилась 17 січня 1937 року в селищі міського типу Тіксі, центрі Булунського улусу Республіки Саха, Росія.
У 1956 році закінчила Гайсинську середню школу №1 (м. Гайсин, Вінницька область, Україна)
У 1962 році закінчила географічний факультет Саратовського державного університету ім. М.Г. Чернишевського.
З 1962 по 1965 роки працювала викладачем географії в школах міста Нижня Тура Свердловської області.
З 1965 по 1968 роки аспірантка відділу палеогеографії Сектора географії Інституту геологічних наук АН УРСР.
У 1979 році захистила кандидатську дисертацію на тему «Зміни мінерального складу плейстоценових лесово-ґрунтових утворень деяких районів України в зв'язку з палеогеографічними умовами» (рос. «Изменения минерального состава плейстоценовых лессово-почвенных образований некоторых районов Украины в связи с палеогеографическими условиями»).
В Інституті географії НАН України займала посади молодшого наукового співробітника, старшого наукового співробітника, у 1994 році тимчасово виконувала обов’язки завідувача відділу палеогеографії.
Впродовж 24 років була членом та вченим секретарем спеціалізованої вченої ради Д26.163.02 Інституту географії НАН України із захисту докторських дисертацій за спеціальностями 11.00.04 — «геоморфологія та палеогеографія». За період 1990-2013 роки в даній спецраді було захищено 24 докторські та 66 кандидатських дисертацій.

## Наукова діяльність

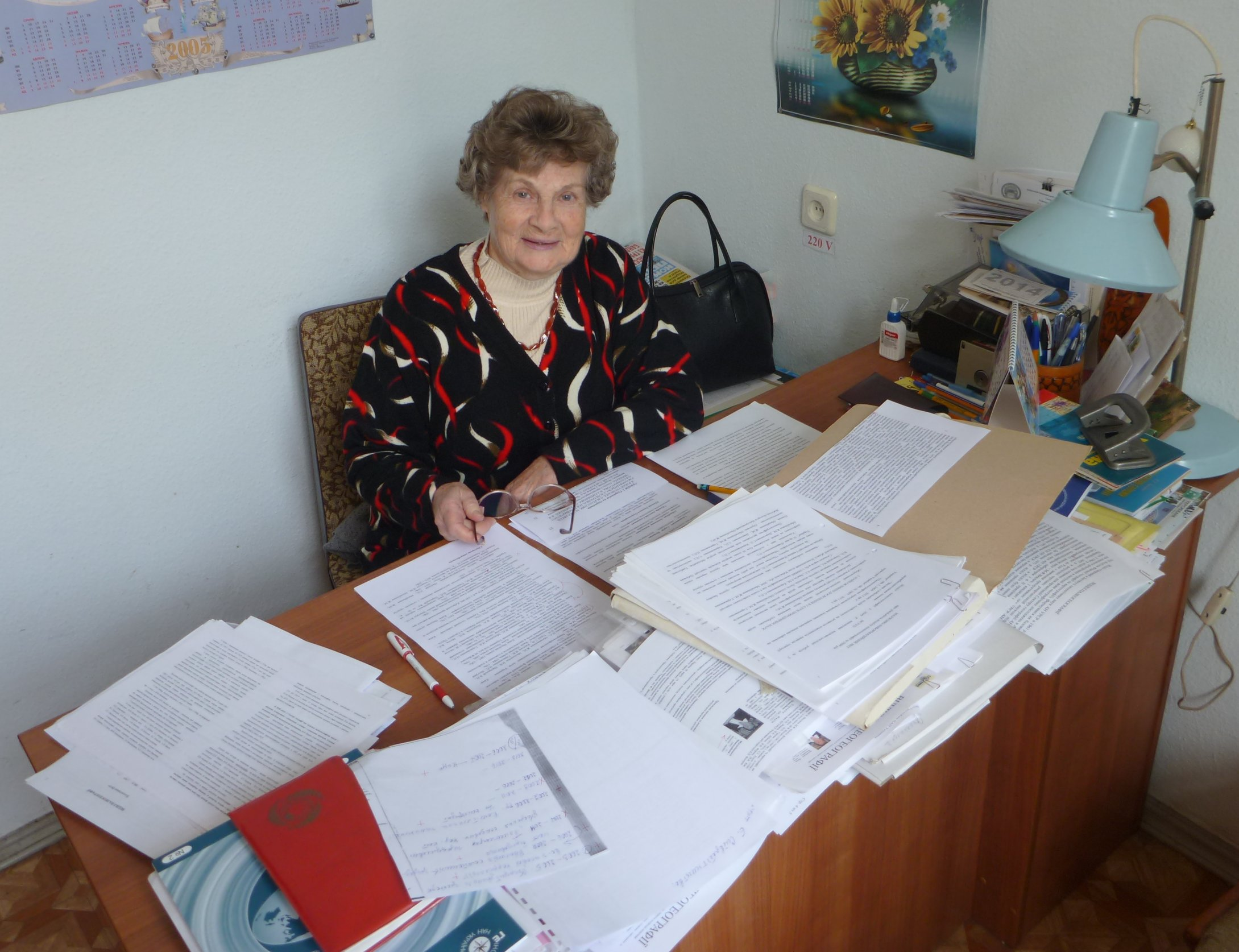
Передерій Валентина Іванівна в Інституті географії НАН України

Наукові дослідження В.І. Передерій пов'язані з геологічним, стратиграфічним, мінералогічним, палеопедологічним вивченням відкладів пліоцену, плейстоцену, голоцену різних регіонів України, Молдови.
Результати досліджень представлені у 148 публікаціях (з них 8 монографій) та апробовані на численних конференціях.
Брала участь з доповідями у міжнародних конгресах, з’їздах, конференціях, симпозіумах, серед яких:
- “The wind blown sediments in Quaternary records” — London: INQUA Congress, 1994.
- “Loess: characterization, stratigraphy, climate and societal significance” — Bonn, 1999.
- “Проблемы истории, методологии и философии почвоведения” — Пущино, Россия, 2007.
- Міжнародний V лесовий семінар, XV Польсько-український семінар “Запис змін середовища у пізньоплейстоценових лесово-ґрунтових відкладах” — Вроцлав-Сребна Гура, Польща, 2008.
- “Эволюция почвенного покрова: история идей и методы, голоценовая эволюция, прогнозы” — Пущино, Россия, 2009.
- “Изменения климата, почвы и окружающая среда” — Белгород, Россия, 2009.

## Основні наукові праці і монографії
- Передерий В.И. Минералогический состав плейстоценовых образований Украины в связи с палеогеографическими условиями / ВИНИТИ, Москва, 1981, №3370-81. Деп. I т. 230 с., II т. 48 с.
- Палеогеография Киевского Приднепровья / Веклич М.Ф., Сиренко Н.А., Матвиишина Ж.Н., Передерий В.И. и др. — К.: Наукова думка, 1984. — 176 с.
- Просторово-часова кореляція палеогеографічних умов четвертинного періоду на території України / Ж.М. Матвіїшина, Н.П. Герасименко, В.І. Передерій та ін. — К.: “Наукова думка”, 2010. — 192 с.
- Perederiy V. Mineral composition of sediments of the Tiasmin stage (Warta) of the plain territory of Ukraine // Acta Geographica Lodziensia. — 1995. — #68. — P. 155-161.
- Perederiy V. Changes of climate in the territory of Ukraine in the Upper Pleistocene (according to the data of the clay matter analysis) / International conference on past global changes. — Praga. — 2000. — P. 92-97.
- Perederiy V. Clay mineral composition and paleoclimatic interpretation of the Pleistocene deposits of Ukraine / Quaternary International. — Vol.1. — 2001. — P. 113-121.
- Передерий В.И. Значение познания минерального состава почв при палеопедологических исследованиях голоцена Украины / Организация почвенных систем. Пущино. — 2007. — С. 224-230.
- Передерий В.И. Минеральный состав отложений как индикатор изменений природной среды на территории Украины в плейстоцене / Изменения климата, почвы, окружающая среда. — Белгород. — 2009. — С. 63-72.
- Передерий В.И. Эволюционные процессы в позднеплейстоценовых почвах Украины (по данным анализа глинистого вещества) / Эволюция почвенного покрова. — Пущино. — 2009. — С. 34-38.
- Передерій В.І. Вплив природних чинників на формування мінеральної речовини плейстоценових відкладів території України / Науковий вісник Чернівецького університету. Географія. — Чернівці. — 2012. — Вип. 616. — С. 42-52.
- Передерій В.І. Інформативність мінеральної речовини відкладів у палеогеографічних дослідженнях / Фізична географія і геоморфологія. — К.: Обрії. — 2013. — №1(69). — С. 23-31.
- Передерій В.І. Особливості палеогеографічних умов середнього плейстоцену на території України (за даними мінерального складу відкладів) / Львів. — Видавництво ЛДУ. — 2013. — С. 163-168.
- Передерій В.І. Особливості мінерального складу голоценових ґрунтів території України / Геополитика и экогеодинамика регионов. — Симферополь. — 2014. — Т.10. — Вып. 1. — С. 804-809.